# Cacharel
Cacharel is een Frans merk van prêt-à-porter kleding, parfum en kledingaccessoires. Het merk werd in 1962 door Jean Bousquet begonnen en twee jaar later werd een bedrijf onder dezelfde naam opgericht. Cacharel is de lokale Franse naam voor een eendensoort.